# São José da Lapa
São José da Lapa là một đô thị thuộc bang Minas Gerais, Brasil. Đô thị này có diện tích 48,636 km², dân số năm 2007 là 17900 người, mật độ 368 người/km².